# ليلي كاهيل
ليلي كاهيل (بالإنجليزية: Lily Cahill)‏ هي ممثلة أمريكية، ولدت في 17 يوليو 1888 في لوكهارت في الولايات المتحدة، وتوفيت في 20 يوليو 1955 في سان أنطونيو في الولايات المتحدة.

## وصلات خارجية
- ليلي كاهيل على موقع IMDb (الإنجليزية)
- ليلي كاهيل على موقع قاعدة بيانات برودواي على الإنترنت (الإنجليزية)
- ليلي كاهيل على موقع قاعدة بيانات الفيلم (الإنجليزية)